# Deportivo Quito
Sociedad Deportivo Quito – ekwadorski klub piłkarski z siedzibą w mieście Quito.

## Osiągnięcia

### Krajowe
- Serie A

| zwycięstwo (5):     | 1964, 1968, 2008, 2009, 2011 |
| drugie miejsce (3): | 1985, 1988, 1997             |

## Historia
Klub założony został 9 lipca 1940 pod nazwą Sociedad Deportiva Argentina. Obecna nazwa klubu obowiązuje od początku roku 1955. Ten należący do grupy najznaczniejszych klubów Ekwadoru wciąż gra w pierwszej lidze ekwadorskiej.